# الیزابتا دسی
الیزابتا دسی (ایتالیایی: Elisabetta Dessy؛ زادهٔ ۲۸ نوامبر ۱۹۵۷) شناگر، بازیگر و مدل اهل ایتالیا است.
او در مسابقات ورزش‌های آبی اروپا ۱۹۷۴ و همچنین المپیک تابستانی ۱۹۷۶ شرکت داشت.